# زاروزهاني (تشيرنيفيتسكا)
زاروزهاني (Зарожани) هي مدينة في مقاطعة تشيرنيفيتسكا في أوكرانيا. يبلغ عدد سكانها حوالي 3214   نسمة.